# 文明 (唐)
文明（ぶんめい）は、唐の睿宗李旦の治世に使用された元号。684年。

## 西暦・干支との対照表
| 文明 | 元年  |
| 西暦 | 684年 |
| 干支 | 甲申  |